# Uppercut (album)
Uppercut è il settimo album in studio del gruppo musicale italiano Gemelli DiVersi, pubblicato il 21 ottobre 2016 dalla Believe Digital.

## Tracce
1. Uppercut – 3:58
2. La fiamma – 3:41
3. Ti tradirà – 3:25
4. Via Melzi d'Eril – 3:58
5. Un soffio dal traguardo – 3:10
6. Su di me – 3:33
7. Bianconero – 3:19
8. Si dimentica – 3:20
9. Io e te – 2:59
10. Sorridi ancora – 3:43
11. Coast 2 Coast – 3:40
12. Ti tradirà RMX (feat. Sergio Mauri) – 3:32